# Pseudococcus eremophilae
Pseudococcus eremophilae är en insektsart som beskrevs av Williams 1985. Pseudococcus eremophilae ingår i släktet Pseudococcus och familjen ullsköldlöss. Inga underarter finns listade i Catalogue of Life.